# Salvia scapiformis
Salvia scapiformis là một loài thực vật có hoa trong họ Hoa môi. Loài này được Hance miêu tả khoa học đầu tiên năm 1885.